# Lira (distrito)

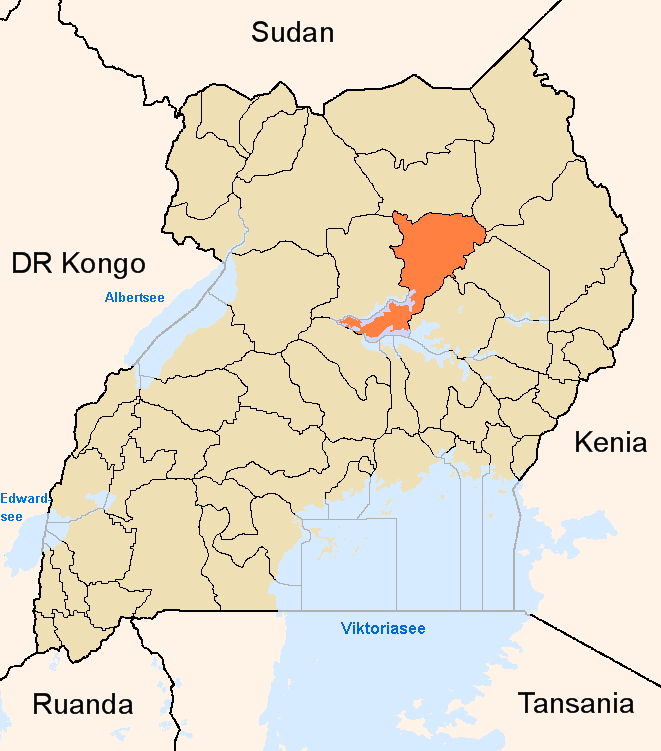
Localização do distrito de Lira no mapa de Uganda

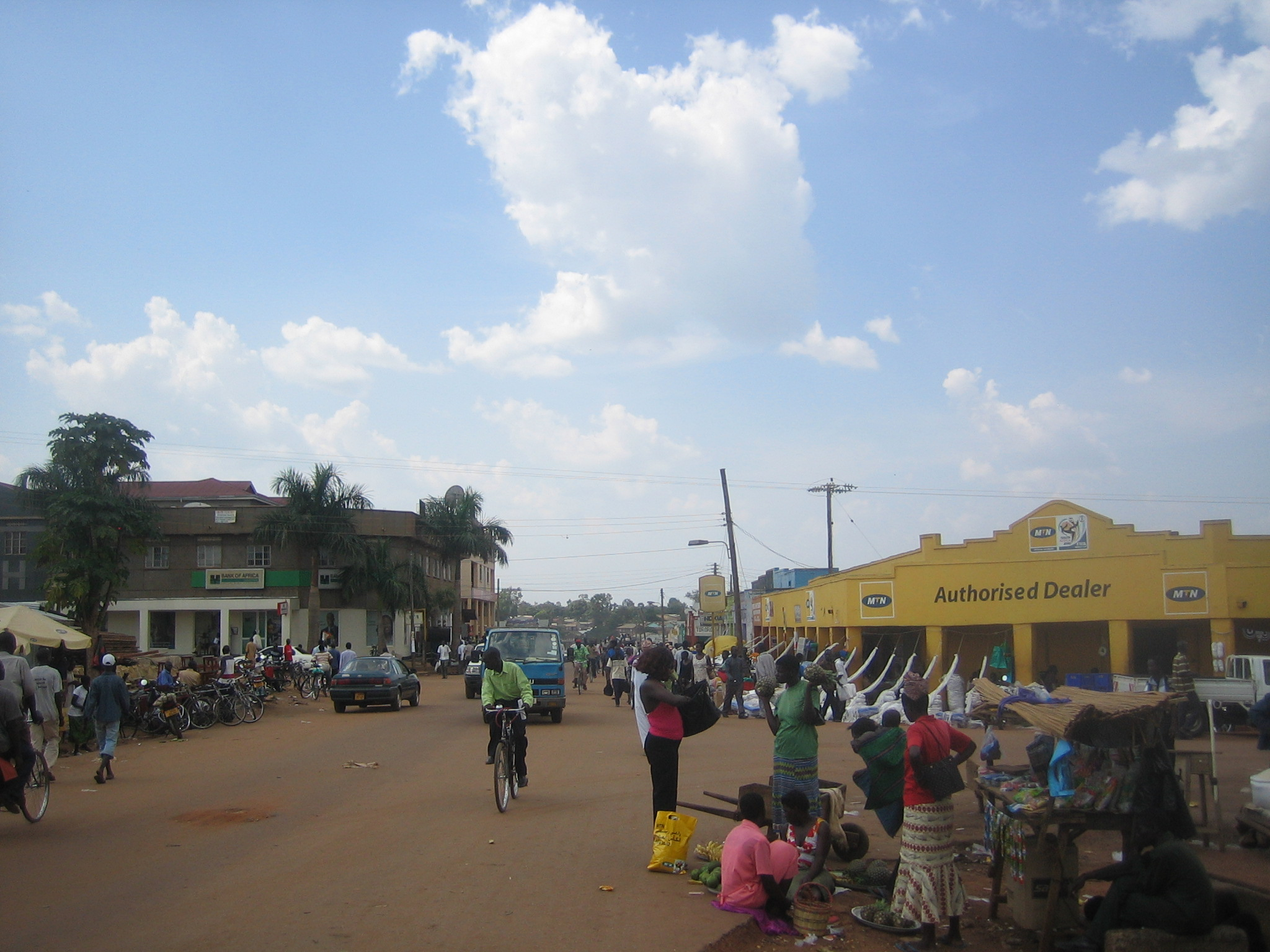
Vista da cidade de Lira, a mais importante do distrito de Lira

Lira é um distrito de Uganda, localizado na Região Norte do país. Sua principal cidade é Lira.

## Localização
O distrito de Lira faz limite com os distritos de Pader ao norte, Otuke a nordeste, Alebtong a leste, Dokolo a sudeste, Apac a sudoeste e Kole a oeste. Lira, o centro administrativo e comercial e principal cidade do distrito, está localizado a 110 quilômetros (68 mi), por rodovia, de Gulu, a maior cidade da Região Norte. As coordenadas do distrito são 	2° 20′ 0″ N, 33° 6′ 0″ E (Latitude:02.3333; Longitude:33.1000).

## População
Em 1991, o censo populacional nacional estimou a população do distrito em 191.500 habitantes. Onze anos depois, em 2002, a população do distrito foi estimada em 290.600 pessoas, com taxa anual de crescimento de 3,4%. Em 2012, a população do distrito foi estimada em 403.100.
A maioria da população de Lira pertencem ao grupo étnico Langi e a língua falada é predominante a língua Lango.

## Economia
A economia do distrito é baseada principalmente na agricultura e na pesca. São importantes também as indústrias de alvenaria, cerâmica, as olarias, os moinhos de grãos, a carpintaria, a indústria madeireira e o bordado, entre outras.